# Cerkiew Narodzenia św. Jana Chrzciciela w Kodeńcu
Cerkiew pod wezwaniem Narodzenia św. Jana Chrzciciela – prawosławna cerkiew filialna w Kodeńcu. Należy do parafii Podwyższenia Krzyża Pańskiego w Horostycie, w dekanacie Chełm diecezji lubelsko-chełmskiej Polskiego Autokefalicznego Kościoła Prawosławnego.

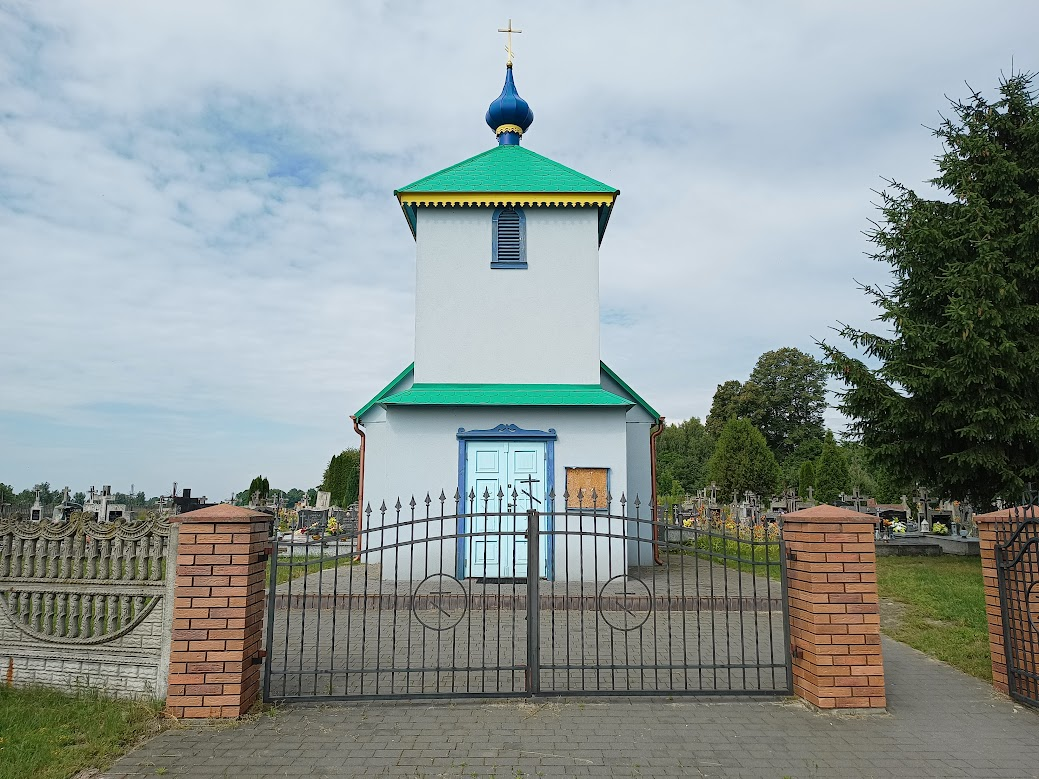
Cerkiew od frontu

Cerkiew znajduje się na cmentarzu prawosławnym, przy drodze do Uhnina.
Wzniesiona w latach 80. XX w. z inicjatywy Marii Cieraszko. Budowla murowana, posiada jedną wieżę i 2 kopuły.
Po przeprowadzeniu generalnego remontu (w ramach którego odnowiono elewacje i ściany wewnętrzne, wymieniono podłogę, wykonano nową stolarkę okienną i drzwiową, odnowiono analogiony i ikonostas, wykonano nowe okłady na ołtarz i żertwiennik, a także ułożono chodnik na terenie posesji), cerkiew została poświęcona 11 września 2015 przez arcybiskupa lubelskiego i chełmskiego Abla.